# محمد عبدالله مازدا
محمد عبدالله مازدا (انگلیسی: Mohamed Abdallah؛ زادهٔ ۱ ژانویهٔ ۲۰۰۰) بازیکن سابق و مربی فوتبال اهل سودان است.
وی همچنین در تیم ملی فوتبال سودان بازی کرده‌است.